# مالانویله، بنین
مالانویله (به فرانسوی: Malanville) شهری در استان آلیبوری واقع در کشور بنین است که در سال ۱۹۹۲ میلادی ۲۶٬۰۰۲ نفر جمعیت داشته و جمعیت آن در سال ۲۰۰۵ میلادی به ۳۷٬۱۱۷ نفر رسیده‌است.